# At-Tahh
At-Tahh (arab. ‏التح‎) – miejscowość w Syrii, w muhafazie Idlib. W spisie z 2004 roku liczyła 8606 mieszkańców.
W czasie wojny w Syrii miejscowość znalazła się pod kontrolą HTS, 24 stycznia 2020 odbita przez syryjską armię.